# Tihomir Doder
Tihomir Doder (serbisch-kyrillisch Тихомир Додер; * 8. August 1979 in Novi Sad, SFR Jugoslawien) ist ein serbischer Handballspieler.

## Karriere

### Verein
Der 1,94 m große mittlere Rückraumspieler spielte für den RK Jugović, mit dem er international den EHF Challenge Cup 2000/01 gewann. Ab 2003 stand er in Tunesien beim Club Africain unter Vertrag, mit dem er 2004 den tunesischen Pokal gewann. Nach einer Saison beim spanischen Verein Frigoríficos Morrazo lief er für den nordmazedonischen Klub RK Vardar Skopje auf, mit dem er 2007 Meisterschaft und Pokal errang. Anschließend kehrte er wieder nach Spanien zurück. In der Saison 2011/12 gewann er mit Vardar erneut den Pokal. Beim Stadtrivalen HC Metalurg Skopje wurde er 2013 ebenfalls Pokalsieger. In Israel spielte er zunächst eine Saison für Hapoel Rischon LeZion, dann drei Jahre für Hapoel Aschdod und zwei Jahre für Maccabi Kiryat Motzkin. Zur Saison 2019/20 kehrte er zu Frigoríficos Morrazo zurück. Nachdem er ab April 2021 beim spanischen Verein San José Obrero unter Vertrag gestanden hatte, spielte er ab Sommer 2021 wieder für Jugović. In der Saison 2022/23 lief er einmal für den serbischen Zweitligisten RK Kikinda Grindex auf, ehe er zum RK Hercegovac Gajdobra wechselte.

### Nationalmannschaft
Mit der Nationalmannschaft der Bundesrepublik Jugoslawien nahm Doder an den Mittelmeerspielen 2001 teil, wo das Team den fünften Rang belegte. Bei der Europameisterschaft 2002 erreichte die Auswahl den zehnten Platz.